# 더 데이 (2011년 영화)
《더 데이》(The Day)는 캐나다에서 제작된 더글러스 아니오코스키 감독의 2011년 드라마, 공포 영화이다. 숀 애쉬모어 등이 주연으로 출연하였고 가이 더넬러 등이 제작에 참여하였다.

## 출연

### 주연
- 숀 애쉬모어
- 애슐리 벨
- 마이클 에크런드

### 조연
- 샤닌 소세이먼
- 도미닉 모나한
- 코리 하드릭트
- 브리아나 반즈
- 카시디 베로
- 소피아 이와니욱

## 기타
- 미술: 리사 소퍼
- 의상: 캔디스 보크스